# Svaha (película)
Svaha, también conocida como Svaha: The Sixth Finger, es una película surcoreana de suspenso y misterio dirigida por Jang Jae-hyun y protagonizada por Lee Jung-jae, Park Jung-min, Lee Jae-in, Jung Jin-young, Lee David y Jin Seon-kyu.
La película se estrenó en Corea del Sur el 20 de febrero de 2019.

## Sinopsis
El pastor Park trabaja para exponer grupos religiosos sospechosos. Él es contratado para vigilar al grupo de culto Deer Mount. Mientras tanto, el Capitán de la Policía Hwang investiga un caso de asesinato y el principal sospechoso es un miembro del culto de Deer Mount.

## Reparto
- Lee Jung-jae como Pastor Park.
- Park Jung-min como Na-han.
- Lee Jae-in como Geum-hwa.
- Jung Jin-young como Jefe Hwang.
- Lee David como Go Jo-sub / Joseph.
- Jin Seon-kyu como el monje Hae-an.
- Ji Seung-hyun como Kim Cheol-jin.
- Min Tanaka como Nechoong Tenpa.
- Cha Soon-bae como Mánager monk.
- Hwang Jung-min como Deaconess Sim.
- Lee Hang-na como Park Eun-hye.
- Jung Dong-hwan como Kim Je-seok.
- Moon Chang-gil como abuelo Geum-hwa.
- Lee Joo-sil como la madre de Geum-hwa.
- Cha Rae-hyung como Detective Jo.
- Oh Yoon-hong como Bodhisattva Yeon-hwa.
- Kim Hong-pa como el director de la prisión.
- Kim Geum-soon como Jecheon shaman.
- Park Ji-hwan como Jang-seok.
- Kim So-sook como madre de Cheol-jin.
- Kwon Gwi-bin como madre de Na-han.
- Moon Sook como Myung-hee.
- Lee Dae-hyeon como el Dr. Noh
- Bae Hae-sun com doctor.
- Yoon Kyung-ho como el propietario del establo de ganado.
- Jung Seo-in como la esposa del dueño del establo de ganado.
- Baek Seung-chul como el padre de Geum-hwa.
- Lee Sang-woo como Head monk.
- Yoo Ji-tae

## Producción
El rodaje comenzó el 19 de noviembre de 2017 y terminó el 9 de abril de 2018.